# جواو فيليبي
جواو فيليبي (بالبرتغالية: João Filipe‏) (11 يونيو 1988 بريو دي جانيرو في البرازيل - ) هو لاعب كرة قدم برازيلي في مركز الدفاع. لعب مع بوتافوغو ريغاتاس ونادي أفاي لكرة القدم ونادي ساو باولو ونادي فلومينينسي ونادي فيغورينسي ونادي تومبينس ونادي أوداكس ريو وMesquita Futebol Clube ‏ ونادي ناوتيكو.

## وصلات خارجية
- جواو فيليبي على موقع قاعدة بيانات كرة القدم.إي يو (الإنجليزية)
- جواو فيليبي على موقع Soccerway.com (الإنجليزية)
- جواو فيليبي على موقع عالم كرة القدم.نت (الإنجليزية)